# Plagiometriona forcipata
Plagiometriona forcipata  (лат.) — вид жуков щитоносок (Cassidini) из семейства листоедов. Эндемик Южной Америки: Бразилия (Rio de Janeiro, Sao Paulo). Форма тела уплощённая. Растительноядный вид, питается растениями семейства паслёновые (Solanaceae: Solanum enantiophyllanthum, Solanum lhotskyanum).